# Miguel Trovoada
Miguel dos Anjos da Cunha Lisboa Trovoada (* 27. prosince 1936 São Tomé) je politik Svatého Tomáše a Princova ostrova, bývalý předseda vlády v letech 1975 až 1979 a druhý prezident země v letech 1991 až 2001. Dne 16. července 2014 byl jmenován zástupcem generálního tajemníka OSN a vedoucím Integrovaného úřadu OSN pro budování míru v Guineji-Bissau (UNIOGBIS). Předtím působil jako výkonný tajemník Komise pro Guinejský záliv.

## Život a kariéra
Narodil se ve městě São Tomé, ale střední školu navštěvoval v Angole. Poté vystudoval práva na Lisabonské univerzitě v Portugalsku. V roce 1960 byl spoluzakladatelem výboru pro osvobození Svatého Tomáše a Princova ostrova (CLSTP), který byl v roce 1972 přejmenován na Hnutí za osvobození Svatého Tomáše a Princova ostrova.
V letech 1961 až 1975 byl ředitelem zahraničních věcí hnutí a v roce 1972 se zasloužil o uznání Organizací africké jednoty (OAJ).
Po pádu režimu Estado Novo v Portugalsku se stal prvním premiérem Svatého Tomáše a Princova ostrova. Vztahy mezi prezidentem a premiérem se však brzy zhoršily a vyvrcholily v roce 1979, kdy prezident da Costa funkci premiéra zrušil.
O několik měsíců později byl Trovoada obviněn ze spiknutí proti vládě. Po téměř dvouletém policejním pronásledování odešel do exilu ve Francii. V květnu 1990 se po přijetí demokratické ústavy vrátil do vlasti a vedl prezidentskou kampaň.
V roce 1991 se stal prezidentem a vládl až do roku 1995, kdy ho moci zbavil státní převrat. Nepokoje byly potlačeny a konaly se nové volby. V těch opět zvítězil a vládl do září 2001, kdy mu vypršel mandát. Jeho nástupcem se stal Fradique de Menezes.
V lednu 2009 se ujal funkce výkonného tajemníka Komise pro Guinejský záliv.
Jeho syn Patrice Trovoada byl v roce 2008 premiérem země.